# Provinz Marañón
Die Provinz Marañón ist eine von elf Provinzen im Departamento Huánuco in Zentral-Peru.
Die Provinz besitzt eine Fläche von 4802 km². Beim Zensus 2017 betrug die Einwohnerzahl 28.692. Die Hauptstadt der Provinz ist Huacrachuco.

## Geographische Lage
Die Provinz Marañón liegt im Nordwesten der Region Huánuco. Die Provinz erstreckt sich zwischen den Flussläufen von Río Marañón im Westen und Río Huallaga im Osten. Beide Flüsse bilden auf einer Länge von etwas über 40 km die Provinzgrenze. Dazwischen erheben sich die Berge der peruanischen Zentralkordillere. Die Provinz erstreckt sich über das Flusstal des Río Huacrachuco im Westen sowie die Täler der Flüsse Río Chontayacu und Río Huamuco (auch Río Yanajanca) im Osten. Der Fluss Río Magdalena bildet die Grenze im Südosten der Provinz.
Im Westen grenzt die Provinz Marañón an die Region Ancash, im Nordwesten die Region La Libertad, im Norden und Osten die Region San Martín. Im Südwesten grenzt die Provinz Marañón innerhalb der Region Huánuco an die Provinz Huacaybamba sowie im Südosten an die Provinz Leoncio Prado.

## Gliederung
Die Provinz Marañón gliedert sich in fünf Distrikte. Der Distrikt Huacrachuco ist Sitz der Provinzverwaltung.
| Distrikt                     | Verwaltungssitz              |
| ---------------------------- | ---------------------------- |
| Cholón                       | San Pedro de Chonta          |
| Huacrachuco                  | Huacrachuco                  |
| La Morada                    | La Morada                    |
| San Buenaventura             | San Buenaventura             |
| Santa Rosa de Alto Yanajanca | Santa Rosa de Alto Yanajanca |